# Двигубский, Николай Львович
Никола́й Льво́вич Двигу́бский (18 ноября 1936, Париж, Франция — 25 октября 2008, Франция) — французский, советский и российский художник, художник-постановщик.

## Биография
Николай Двигубский родился во Франции в семье русских эмигрантов. Двоюродный брат Марины Влади.
Окончил Французскую академию художеств.
В 1956 году с родителями переехал в СССР. Окончил ВГИК по специальности «художник-постановщик».
В институте близко познакомился с Андреем Кончаловским, весьма интересовавшимся Западом.
Работал на фильмах Кончаловского, Андрея Тарковского, Юлия Райзмана, Глеба Панфилова.

### Личная жизнь
В СССР был трижды женат: на актрисах Жанне Болотовой (во время учёбы во ВГИКе), Ирине Купченко (после съёмок «Дворянского гнезда», 1969) и Наталье Аринбасаровой, 1970. Последняя ему родила дочь — Екатерину Двигубскую (род. 1974), ставшую актрисой, кинорежиссёром и писательницей.
В 1980 году Двигубский вернулся в Париж, женился в четвёртый раз на француженке по имени Женевьева.
Писал картины в своём замке в Нормандии.
Покончил с собой (застрелился) 25 октября 2008 года.

## Фильмография
- 1958 — «Дорога на фестиваль»
- 1966 — «Сегодня день рождения» (мультипликационный)
- 1967 — «Легенда о Григе» (мультипликационный)
- 1968 — «Место под солнцем» (в к/ж «Фитиль» № 68, мультипликационный)
- 1969 — «Крылья дядюшки Марабу» (мультипликационный)
- 1969 — «Дворянское гнездо» (совместно с А. Боймом, М. Ромадиным)
- 1970 — «Дядя Ваня»
- 1972 — «Визит вежливости»
- 1974 — «Зеркало»
- 1978 — «Сибириада»
- 1979 — «Вкус хлеба»
- 1983 — «Васса»